# Hans-Jürgen Schröder
Hans-Jürgen Schröder (* 4. Juni 1938 in Rathenow a.d. Havel) ist ein deutscher Historiker.

## Leben
Hans-Jürgen Schröder wurde als Sohn des kaufmännischen Angestellten Martin Schröder und dessen Frau Ingeborg, geb. Michel, in Rathenow an der Havel geboren. Nach dem Besuch der Volksschule in Geismar bei Göttingen und dem Abitur am Rethel-Gymnasium in Düsseldorf 1959 studierte er Mittlere und Neuere Geschichte, Anglo-Amerikanische Geschichte, Osteuropäische Geschichte und Politikwissenschaften an den Universitäten Köln und Göttingen. Zu seinen wichtigsten akademischen Lehrern zählten Erich Angermann, Heinrich Büttner, Hermann Heimpel, Kurt Kluxen, René König, Ernst Nolte, Hans Roos, Eugen Rosenstock-Huessy, Theodor Schieder und Percy Ernst Schramm. Im Februar 1969 wurde Schörder in Köln mit einer von Angermann betreuten Studie über Deutschland und die Vereinigten Staaten 1933–1939 promoviert (Zweitgutachter war Theodor Schieder). Anschließend war Schröder von 1970 bis 1980 wissenschaftlicher Mitarbeiter und stellvertretender Direktor am Institut für Europäische Geschichte (Abteilung Universalgeschichte) in Mainz und arbeitete an seiner von Angermann betreuten Kölner Habilitationsschrift über die Wirtschaftspolitik als Instrument der deutschen Außen- und Revisionspolitik 1918 bis 1933.
Ab 1980 lehrte er bis zu seiner Emeritierung 2003 als Professor für Zeitgeschichte an der Universität Gießen mit dem Schwerpunkt anglo-amerikanische Geschichte. Seine Lehrtätigkeit führte ihn Zwischen 1990 und 2009 nach Tempe/Arizona, Bandung und Usbekistan, letzteres im Rahmen eines EU-Projekts. Seine Forschungsschwerpunkte sind die US-amerikanische und die deutsche Außen- und Außenwirtschaftspolitik im 20. Jahrhundert, zu denen er zahlreiche Veröffentlichungen vorlegte.

## Schriften (Auswahl)
- Deutschland und die Vereinigten Staaten 1933–1939. Wirtschaft und Politik in der Entwicklung des deutsch-amerikanischen Gegensatzes. Steiner, Wiesbaden 1970, OCLC 74053589 (Zugl.: Köln, Univ., Diss., 1969).
- Das Dritte Reich und die USA. In: Manfred Knapp (Hrsg.): Die USA und Deutschland 1918–1975. Beck, München 1978, S. 107–152 (uni-giessen.de).
- als Herausgeber: Die deutsche Frage als internationales Problem. Stuttgart 1990, ISBN 3-515-05392-1.
- als Herausgeber: Marshallplan und westdeutscher Wiederaufstieg: Positionen – Kontroversen Franz Steiner, Stuttgart 1990, ISBN 978-3-515-05761-5
- Deutschland und Amerika in der Epoche des Ersten Weltkrieges 1900–1924. Wiesbaden 1993, ISBN 3-515-05848-6.
- mit Matthias Peter: Einführung in das Studium der Zeitgeschichte. Paderborn 1994, ISBN 3-8252-1742-6.
- Deutsche Außenpolitik 1963/64. Die „Akten zur Auswärtigen Politik der Bundesrepublik Deutschland“. In: Vierteljahrshefte für Zeitgeschichte. Band 43, Nr. 3, 1995, S. 521–538 (ifz-muenchen.de [PDF]).
- Von Versailles nach Potsdam. Deutsche Frage und internationales System. In: Aus Politik und Zeitgeschichte. Band 28, 7. Juli 1995, S. 3–12 (bpb.de [PDF]).
- Marshall Plan Propaganda in Austria and Western Germany. In: Günter Bischof, Anton Pelinka, Dieter Stiefel (Hrsg.): The Marshall Plan in Austria. 1. Auflage. Routledge, New York 2000, ISBN 978-1-351-30352-1, S. 212–246 (taylorfrancis.com).
- Anspruch und Wirklichkeit der USA als globale Ordnungsmacht: Perspektiven für eine Weltgesellschaft? Fragen, Probleme, Erkenntnisse, Forschungsansätze und Theorien. In: Michael Gehler, Silvio Vietta, Sanne Ziethen (Hrsg.): Dimensionen und Perspektiven einer Weltgesellschaft. Böhlau, Wien 2018, ISBN 978-3-205-20627-9, S. 405–434.
- Woodrow Wilson und der Vertrag von St. Germain 1919–1920. In: Beiträge zur Rechtsgeschichte Österreichs. 2019, S. 332–351, doi:10.1553/BRGOE2019-2s332.
- Von der Großen Depression zur Großen Rezession. Emotionen und Illusionen im transatlantischen Kontext 1929-2019. In: Sanne Ziethen, Nina Peter (Hrsg.): Währung – Krise – Emotion. transcript, Bielefeld 2021, ISBN 978-3-8394-5504-3, S. 235–280, doi:10.14361/9783839455043-010.